# Blachia pentzii
Blachia pentzii är en törelväxtart som först beskrevs av Johannes Müller Argoviensis, och fick sitt nu gällande namn av George Bentham. Blachia pentzii ingår i släktet Blachia och familjen törelväxter. Inga underarter finns listade i Catalogue of Life.